# جيف ماسون
جيف ماسون (بالإنجليزية: Jeff Mason)‏ هو لاعب هوكي الجليد أمريكي، ولد في 11 أغسطس 1981 في إيستهامبتون في الولايات المتحدة.

## وصلات خارجية
- جيف ماسون على موقع EliteProspects.com (الإنجليزية)
- جيف ماسون على موقع HockeyDB.com (الإنجليزية)